# Sverige ved vinter-OL 2014
Sverige deltog ved vinter-OL 2014 i Sotji, som blev afholdt i perioden 7. til 23. februar 2014.

## Medaljer
| 2014 Sotji | Guld | Sølv | Bronze | Total |
| Sverige    | 2    | 7    | 6      | 15    |

Langrendsløberen Charlotte Kalla fik en guld- og to sølvmedaljer. Bortset fra sølv i ishockey, sølv og bronze i curling og bronze i Ski Cross - faldt de svenske medaljer i langrend.